# Plocaniophyllon
Plocaniophyllon là một chi thực vật có hoa trong họ Thiến thảo (Rubiaceae).

## Loài
Chi Plocaniophyllon gồm các loài: